# Peppadew

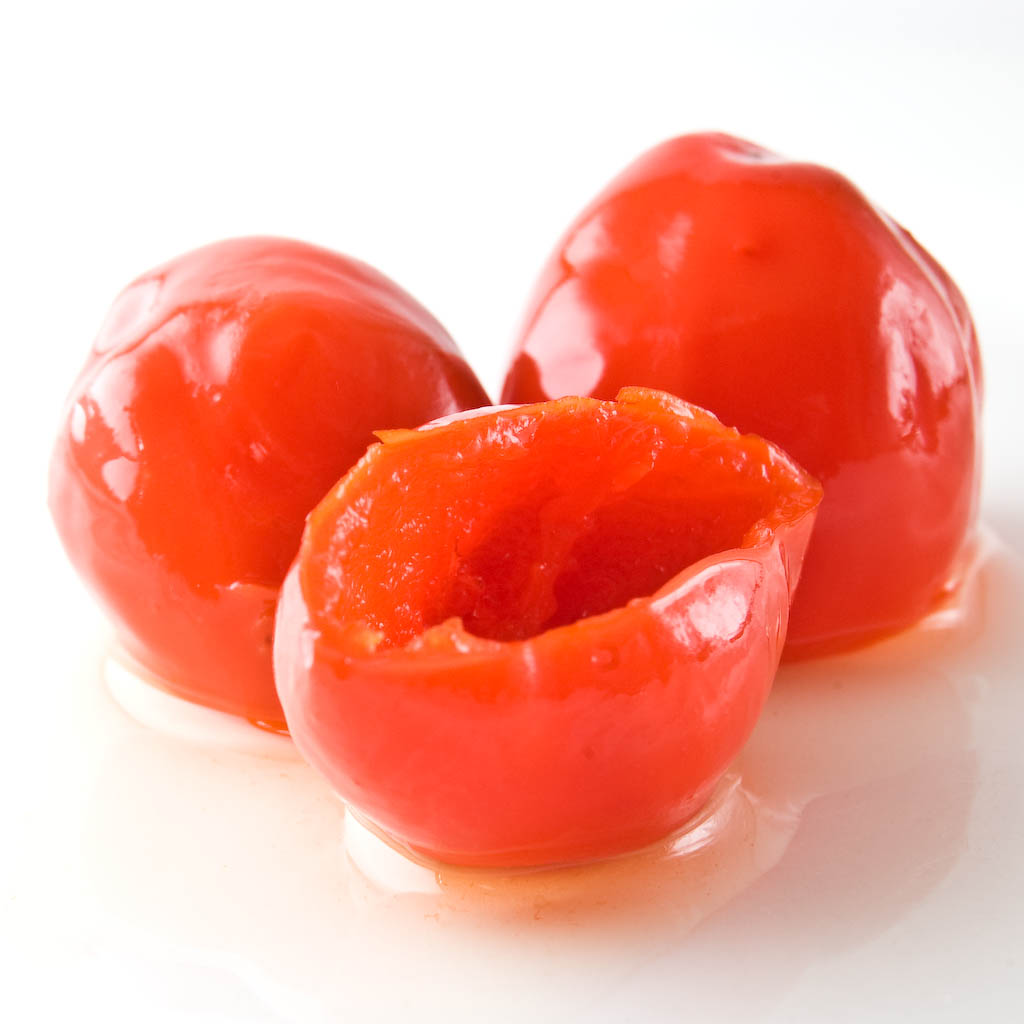
Drei Peppadews

Peppadew ist der Handelsname einer süß-pikanten Paprikasorte aus Südafrika. Sie ist ein Cultivar von Capsicum baccatum, der nach Angaben des Herstellers in der Provinz Limpopo angebaut wird. In der Vergangenheit wurde auch die Provinz Mpumalanga als Anbaugebiet genannt.

## Geschichte
Die Pflanze wurde angeblich 1993 von einem südafrikanischen Landwirt im Garten seines Ferienhauses im Ostkap entdeckt und im selben Jahrzehnt auf den Markt gebracht. Der Name ist ein Portmanteauwort aus ‚pepper', englisch für Pfeffer bzw. Paprika, und ‚dew', englisch für Tau.
Im Jahr 2000 kaufte das südafrikanische Pilzzuchtunternehmen Denny Mushrooms den Markennamen und den dahinterstehenden Betrieb.

## Zubereitung
Den Früchten werden zuerst die Samen entnommen, um die Schärfe zu reduzieren. Danach werden sie eingelegt.

## Geschmack
Der Geschmack von Peppadew ist süßlich, mit einer leichten Schärfe um 1200 SHU auf der Scoville-Skala.